# Chiostro dello Scalzo

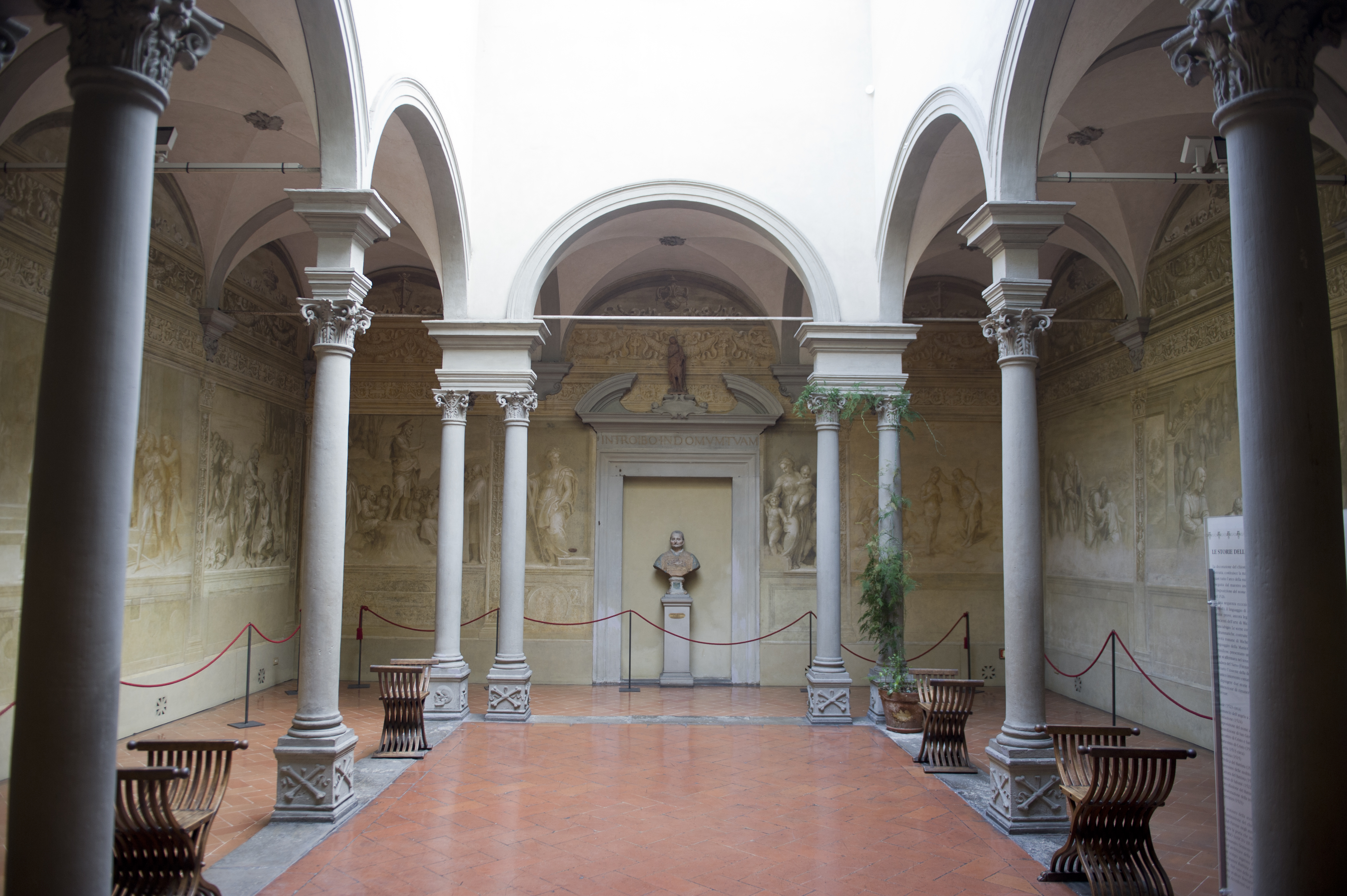
Vista desde la entrada

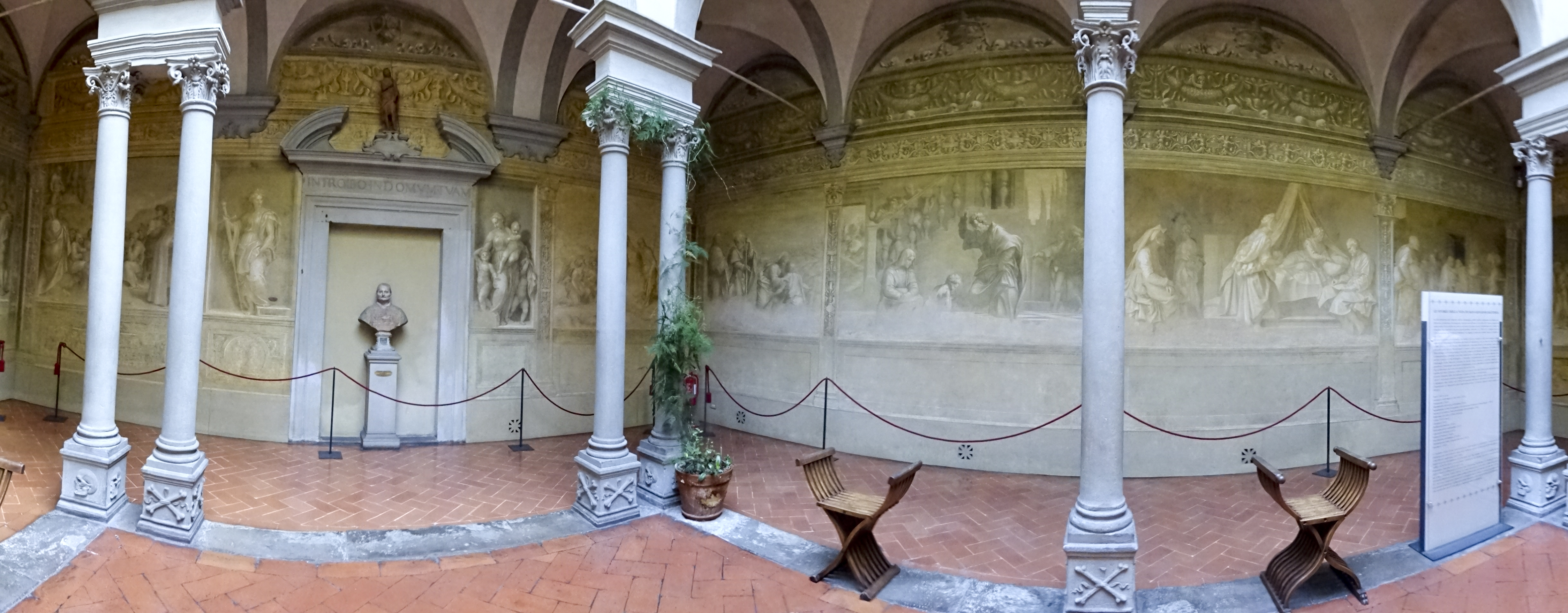
Las paredes norte y este

El Chiostro dello Scalzo  (Via Cavour, 69 vecino a la Piazza San Marco) es un claustro en Florencia, Italia, que originalmente conducía a una capilla que pertenecía a una compañía religiosa conocida como la Compagnia del diciplinati di San Giovanni Battista o della Passione di Cristo. El término "scalzo" hace referencia al hermano descalzo que llevaba la Cruz durante sus procesiones públicas.

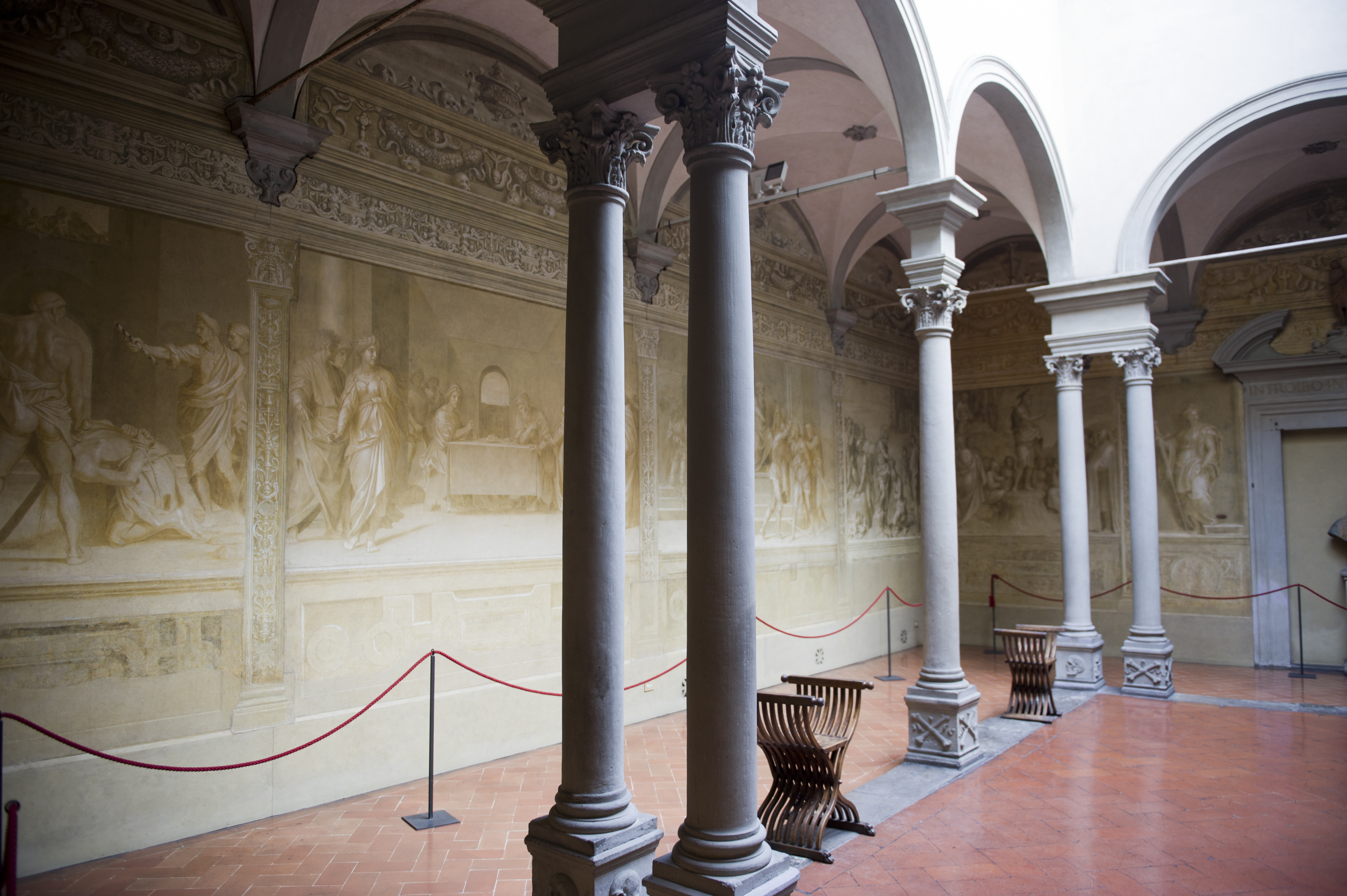
La pared oeste

"Compagnia" (español: "compañía") era el nombre que recibían estas congregaciones florentinas de laicos que contribuían a defender el catolicismo romano. Cada compañía tenía una práctica diferente: los "Laudesi" promovían la oración mediante el canto de himnos, los de la doctrina enseñaban el catecismo a los niños, mientras que las compañías de caridad ofrecían asistencia a los pobres. La Compagnia della Scalzo era una cofradía disciplinada que practicaba la penitencia, a menudo en forma de autoflagelación.
La Compagnia della Scalzo se estableció en 1376 y utilizó la iglesia de San Giovannino dei Cavalieri en la vía San Gallo ya en 1390 para sus reuniones.  Cuando, en la primera mitad del siglo XV, la sociedad compró un terreno detrás de esta iglesia, procedió a la creación de sus propios locales, que incluían una capilla (consagrada en 1476, pero luego totalmente renovada), el claustro y la entrada (1478) aún visibles en la actualidad. Ya en 1455, sufrió una reforma aprobada por el obispo de Florencia, Antonino, que fue hecho santo en 1523 y que está representado en el busto de terracota pintado que se encuentra ahora delante de la antigua puerta que daba acceso a la capilla.

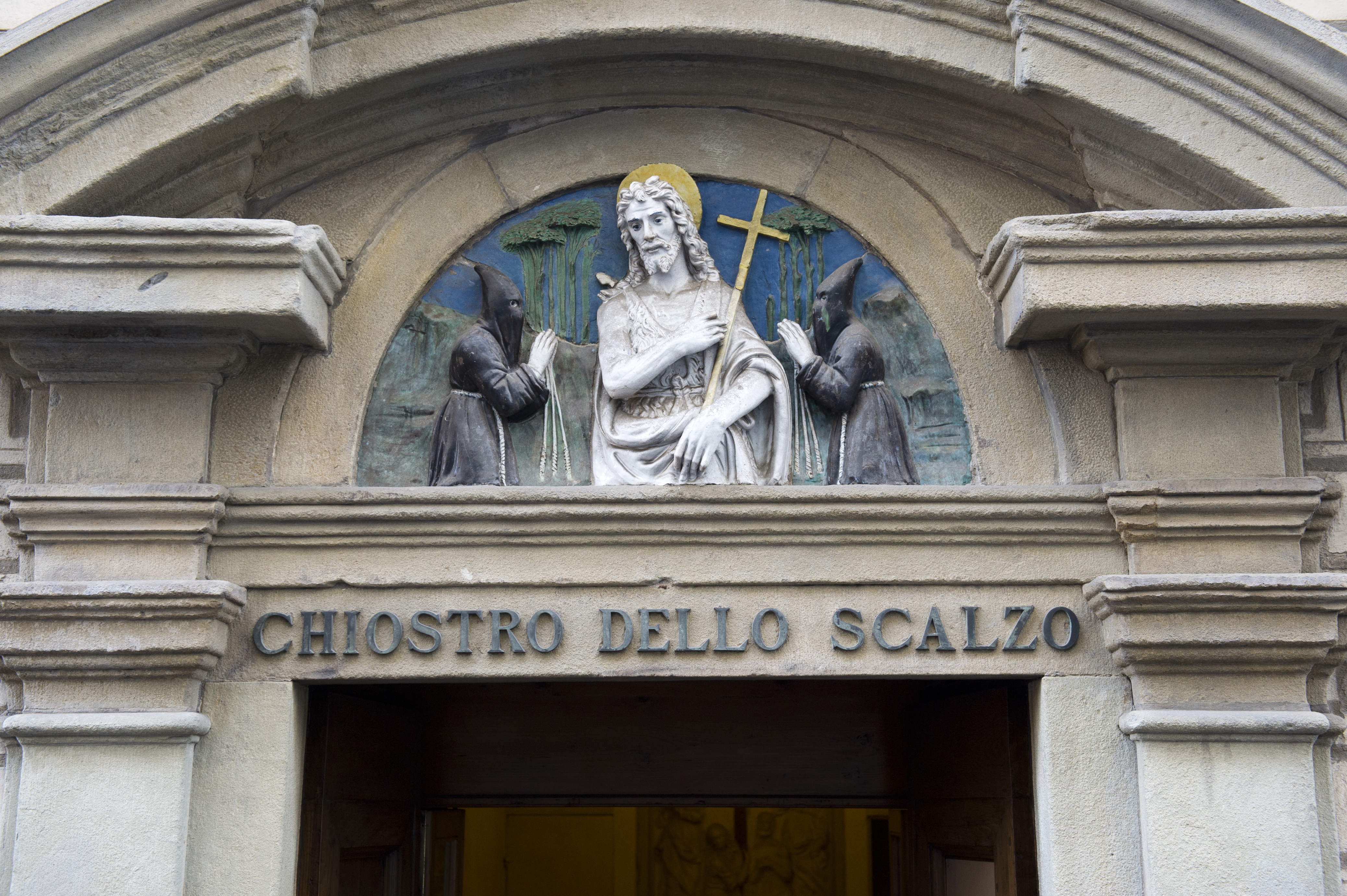
Terracota pintada sobre la entrada

Los hermanos vestían capuchas negras con agujeros para ver a través y una pesada prenda negra atada a la cintura con un cordón blanco; tal vestimenta está documentada en el relieve de terracota vidriada policromada que representa a San Juan Bautista y dos hermanos (1510 c.) Sobre la entrada al claustro de via Cavour. Cada primer domingo de mes la compañía organizaba una procesión y cada 24 de junio, las fiestas en honor del patrón de la ciudad y del propio, Juan Bautista, que hoy en día cuentan con eventos como los famosos fuegos artificiales ( I fochi di san Giovanni ).

## El claustro
El espacio del claustro, de forma rectangular, estaba dividido por 6 columnas; cuando hacía mal tiempo, se colocaba una estera de paja para cubrir la abertura del techo inclinado. Los bancos de madera se alineaban en las paredes.
Hacia 1508-1509, Andrea del Sarto, que era miembro del Scalzo, recibió el encargo de los hermanos de pintar una serie de murales en grisalla, tonos de gris, con escenas de la vida de San Juan Bautista. Trabajó en estos durante muchos años, interrumpiendo su trabajo en varias ocasiones. En 1518-1519, mientras estaba en Francia, Andrea fue reemplazado por Francesco di Cristofano, quien pintó dos de las escenas. Andrea del Sarto completó el ciclo Scalzo en 1526.
En 1722, el arquitecto Pietro Giovannozzi modificó sustancialmente la estructura original añadiendo el techo de bóveda de arista, los frontones sobre las puertas y las cuatro columnas dobles en las esquinas. Los lunetos que se crearon a partir de las nuevas bóvedas se decoraron con un estilo que intentaba imitar el de los frescos del siglo XVI. Cuando se suprimió la compañía en 1786, una parte de la capilla que se abría en la actual vía Cavour y el claustro fueron adquiridos por Pietro Leopoldo de Lorena, Gran Duque de Toscana, mientras que el resto de la propiedad, que incluía la iglesia, se puso en venta y se acondicionó para otros fines. El claustro quedó entonces bajo el control de la Accademia di Belle Arti antes de pasar a manos del gobierno, que abrió el Scalzo al público en 1891. Permaneció cerrado durante muchos años y finalmente fue reabierto en 1995, cuando se volvieron a instalar los frescos desprendidos y restaurados.

## Los frescos
Los murales comprenden doce escenas de la vida de San Juan Bautista y forman una narración que comienza a la derecha de la entrada. La primera escena es la Anunciación a Zacarías (1523), seguida de la Visitación (1524), el Nacimiento del Bautista (1526), la Bendición del joven San Juan (1519), el Encuentro de Jesús y el joven San Juan Bautista en el desierto (1518), el Bautismo de Cristo (ca. 1509-1510), El Bautista predicando a la multitud (1515), El bautismo de la multitud (1517), La captura de San Juan (1517), La danza de Salomé (1522), La decapitación de San Juan Bautista (1523) y La presentación de la cabeza de San Juan Bautista (1523). La fecha de cada escena no sigue la secuencia narrativa

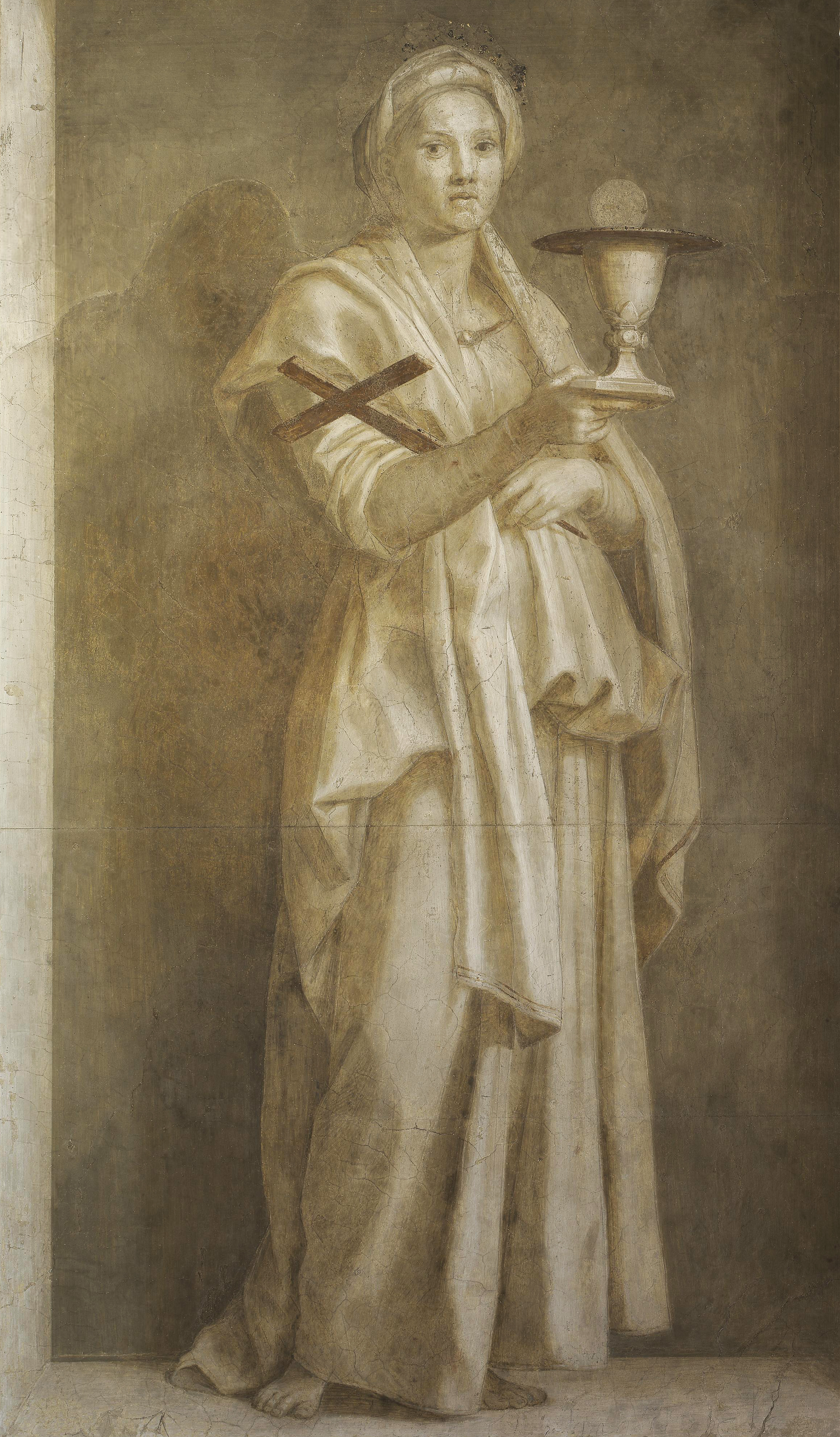
Andrea Del Sarto, Fe, Chistro dello Scalzo, 1523
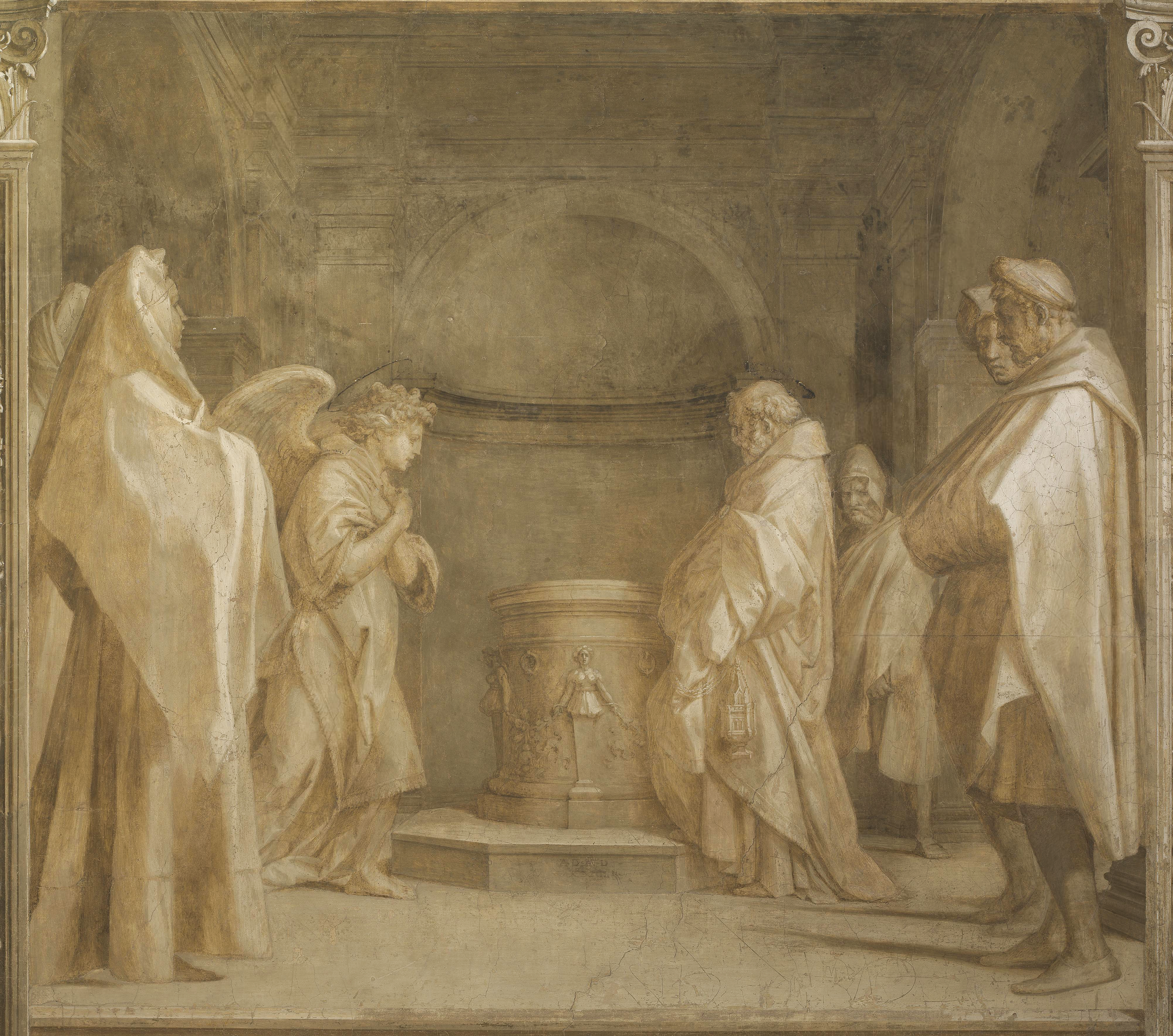
Andrea del Sarto, Anunciación a Zacarías, Chiostro dello Scalzo, 1523
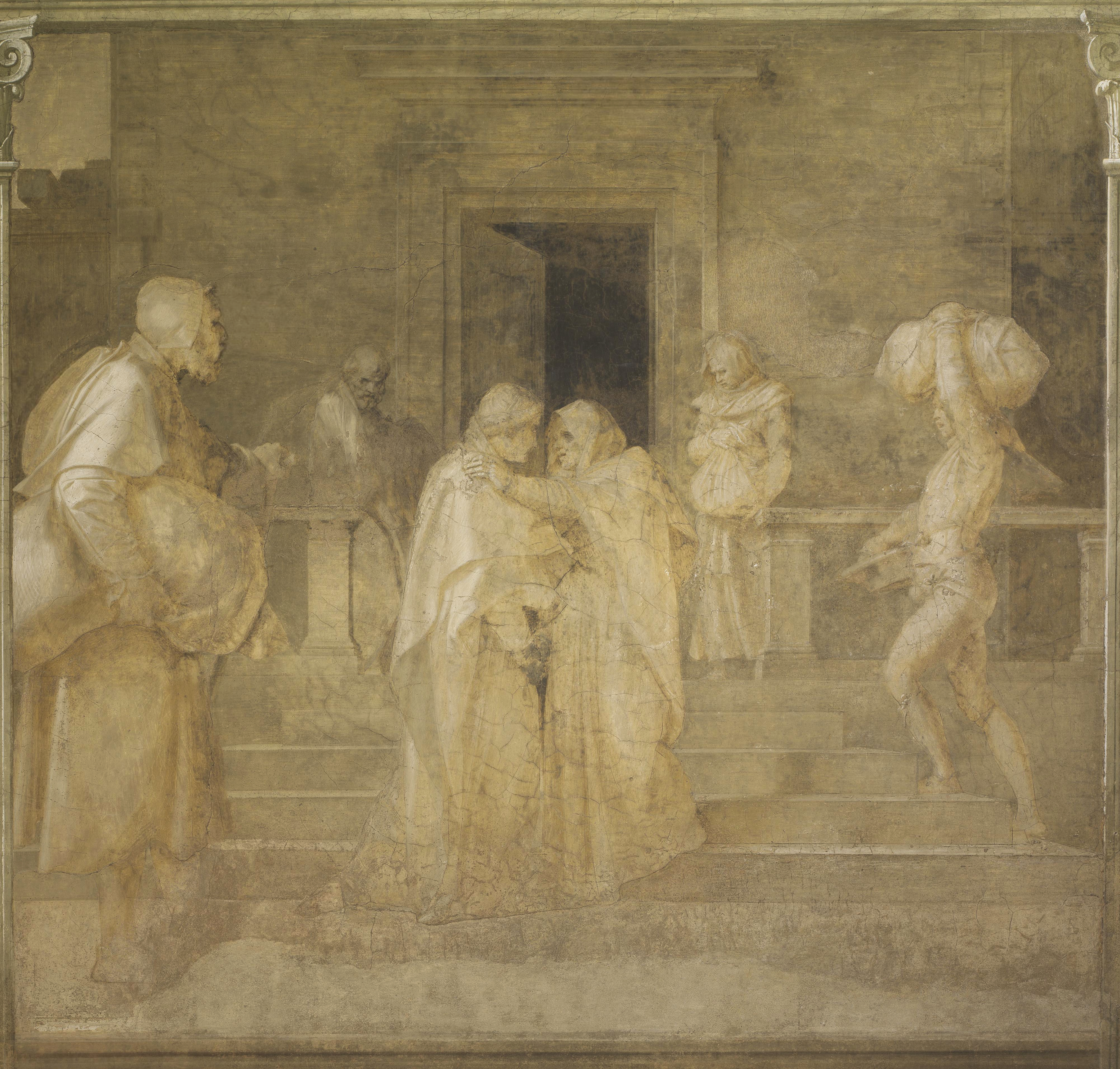
Andrea del Sarto, Visitación, Chiostro dello Scalzo, 1524
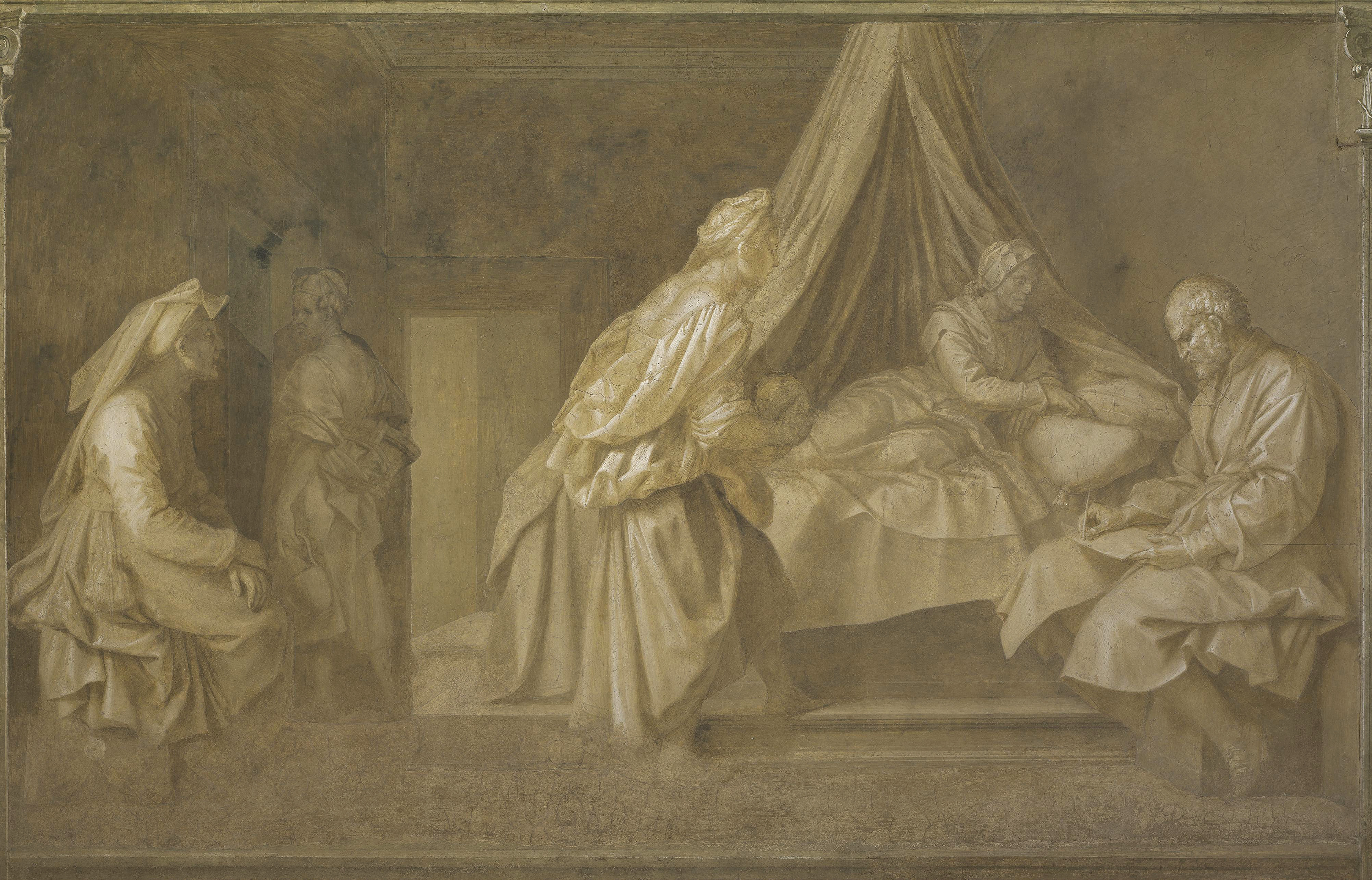
Andrea Del Sarto, Nacimiento del Bautista, Chistro dello Scalzo, 1526
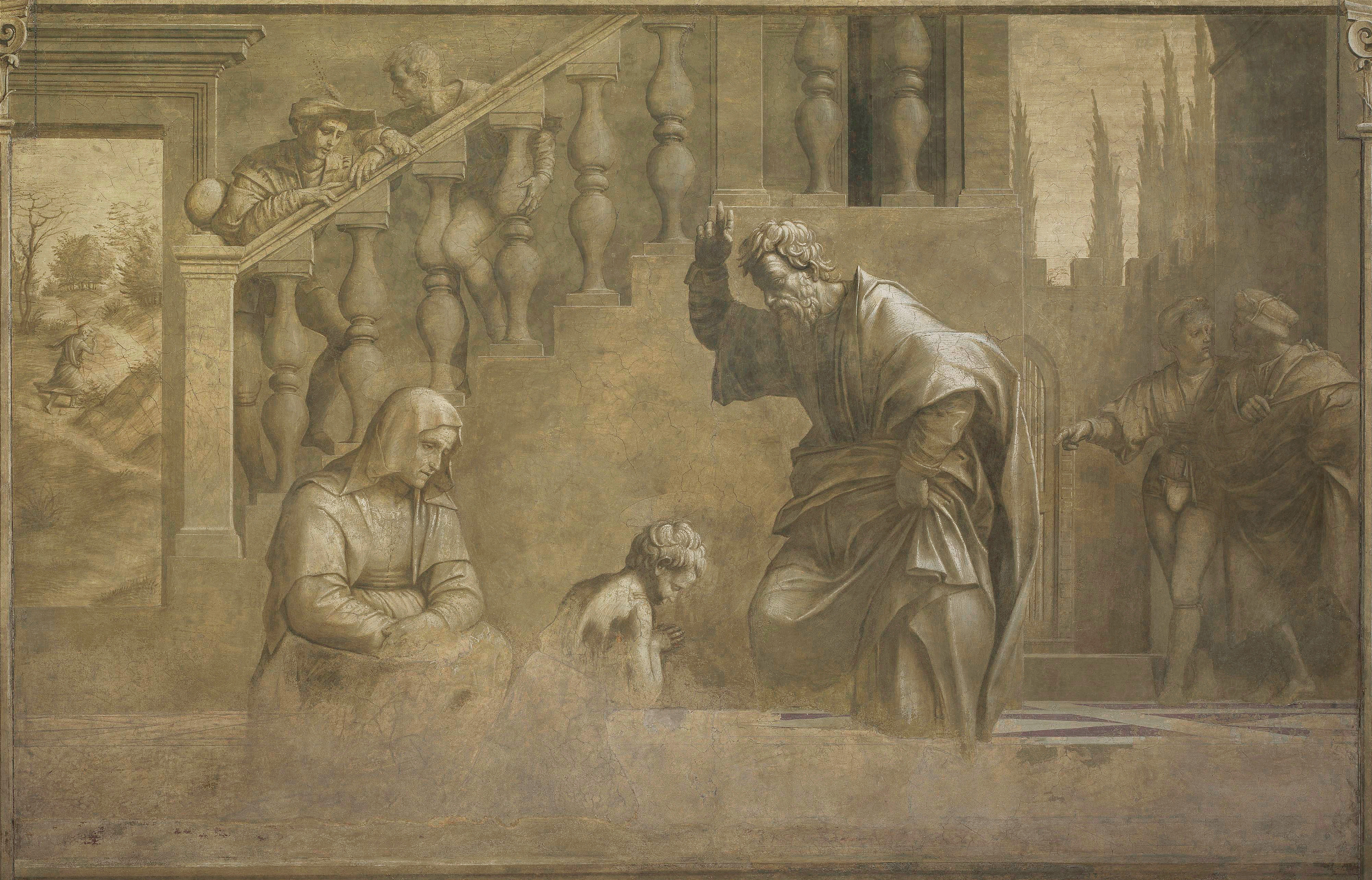
Franciabigio, Bendición de San Juan que parte hacia el desierto, Chistro dello Scalzo, 1518-1519
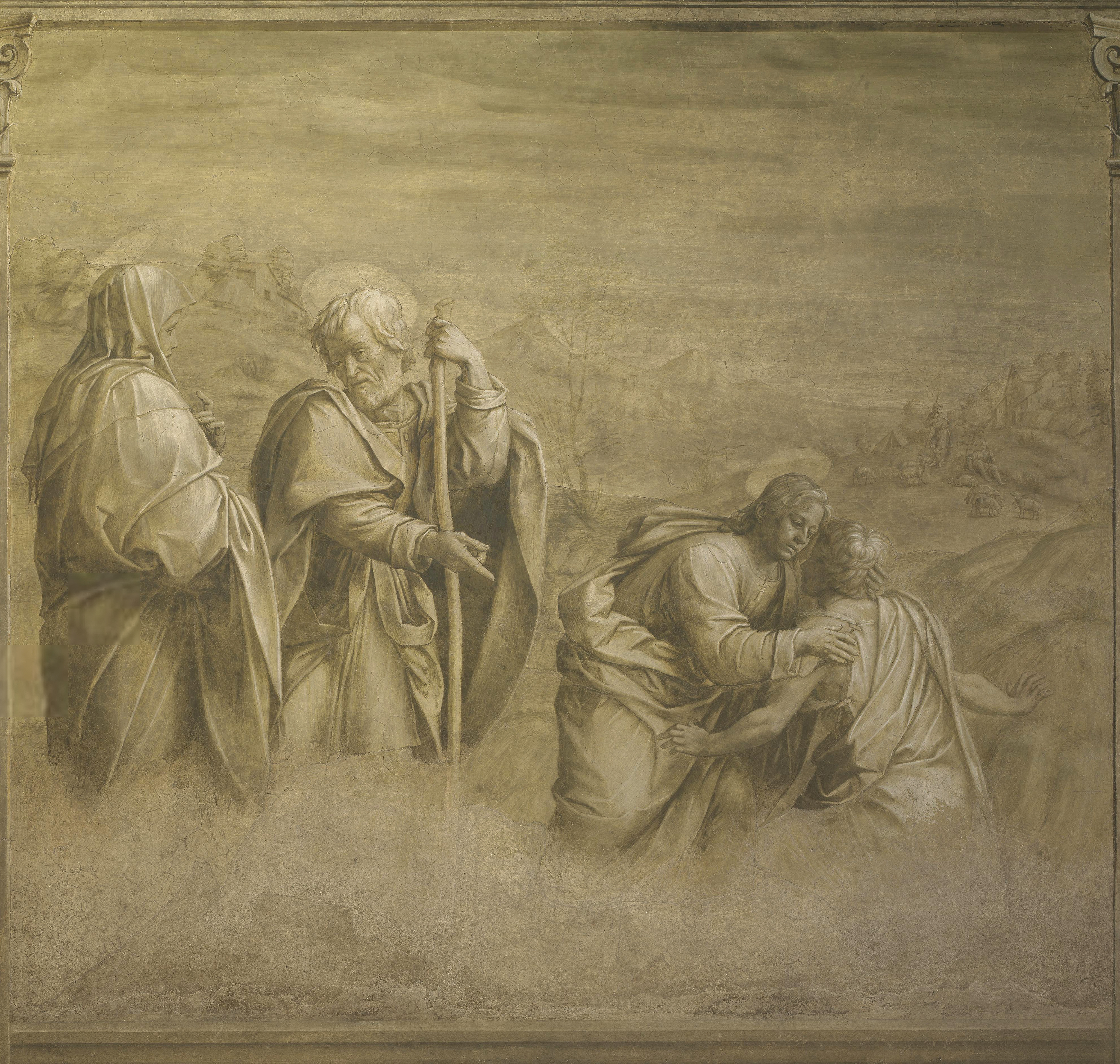
Franciabigio, Encuentro de Cristo y el niño San Juan, Chistro dello Scalzo, 1518-1519
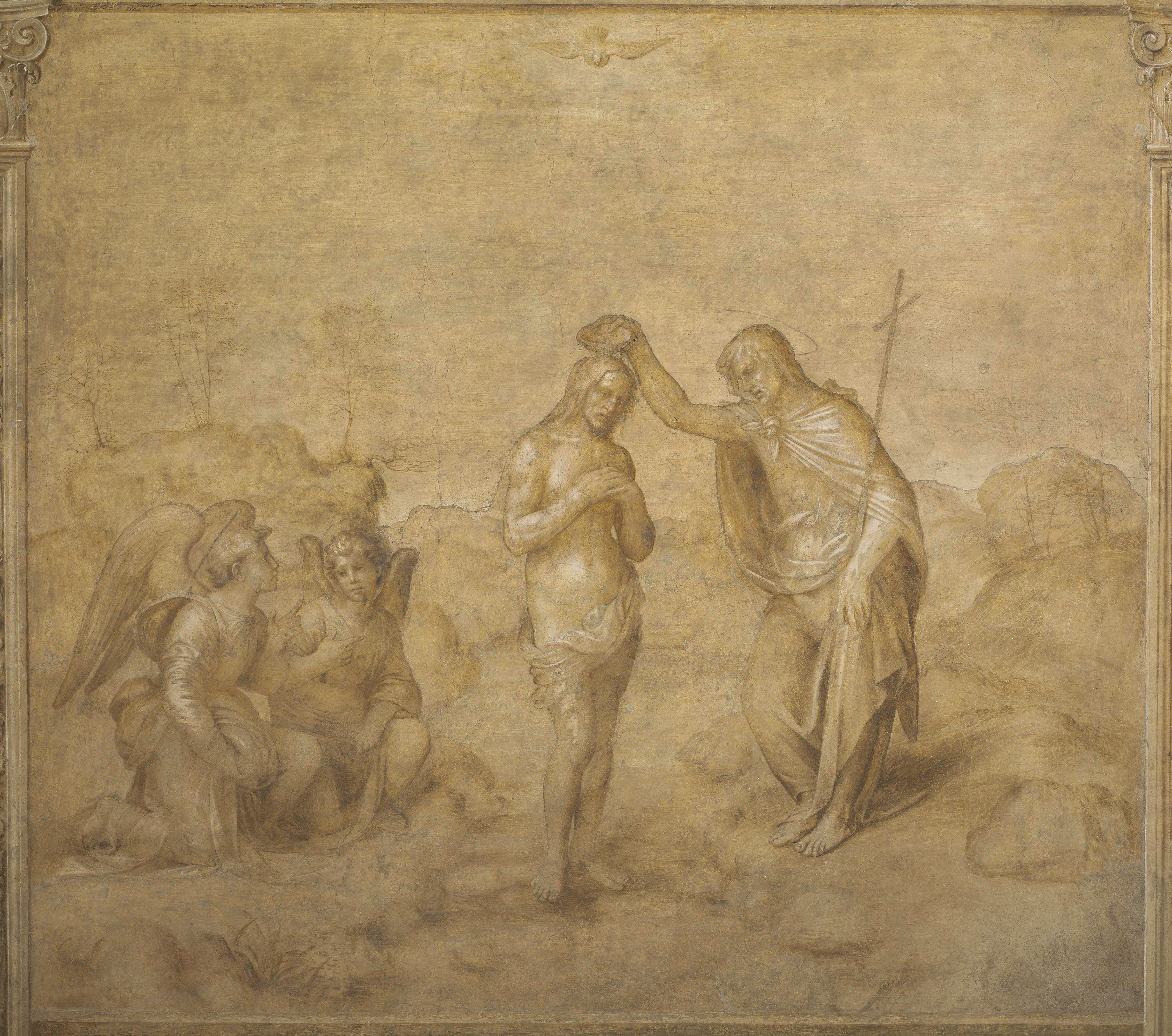
Andrea Del Sarto, Bautismo de Cristo, Chiostro dello Scalzo, 1509-1510
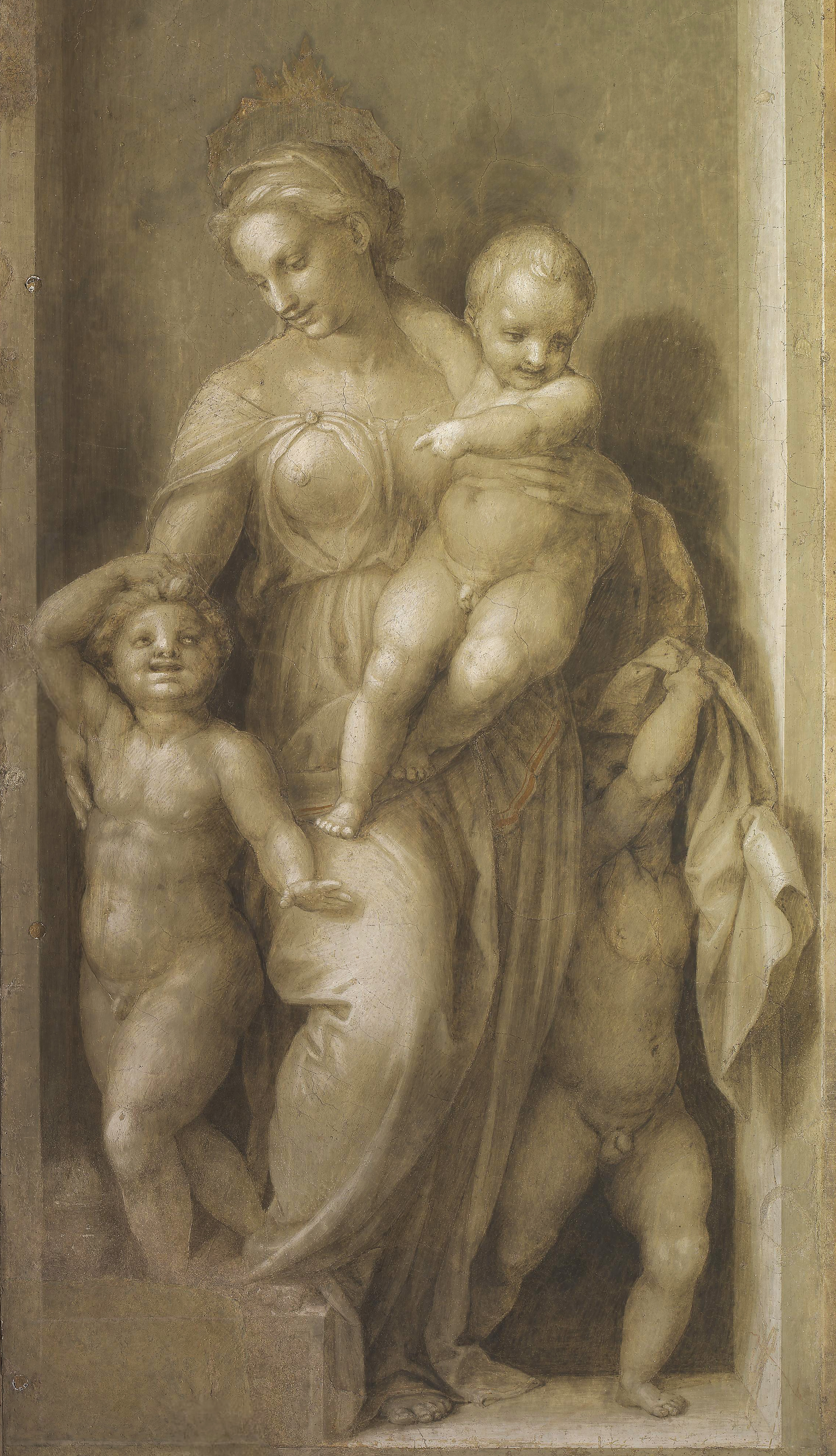
Andrea Del Sarto, Caridad, Chistro dello Scalzo, 1513
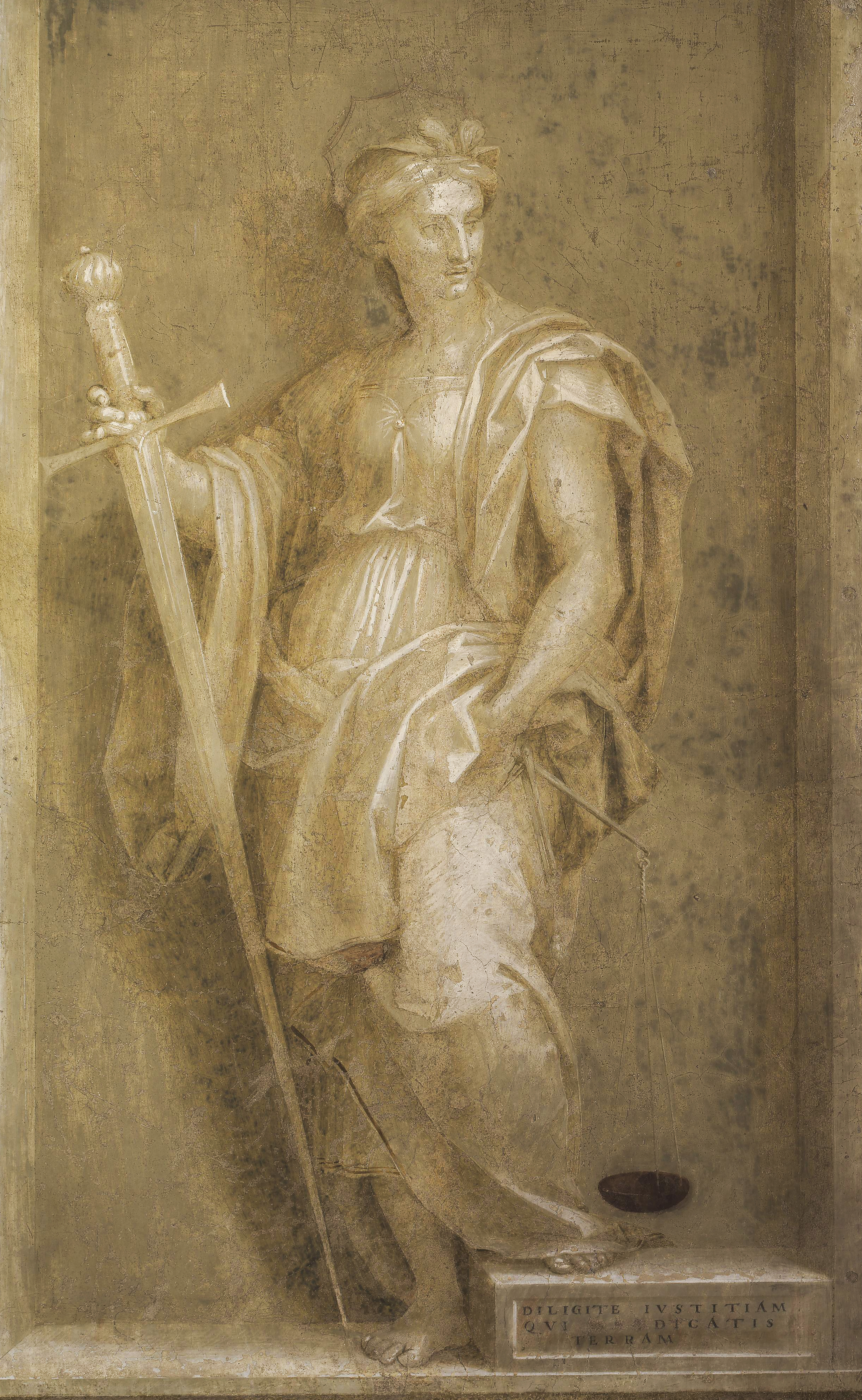
Andrea Del Sarto, Justícia, Chistro dello Scalzo, 1515
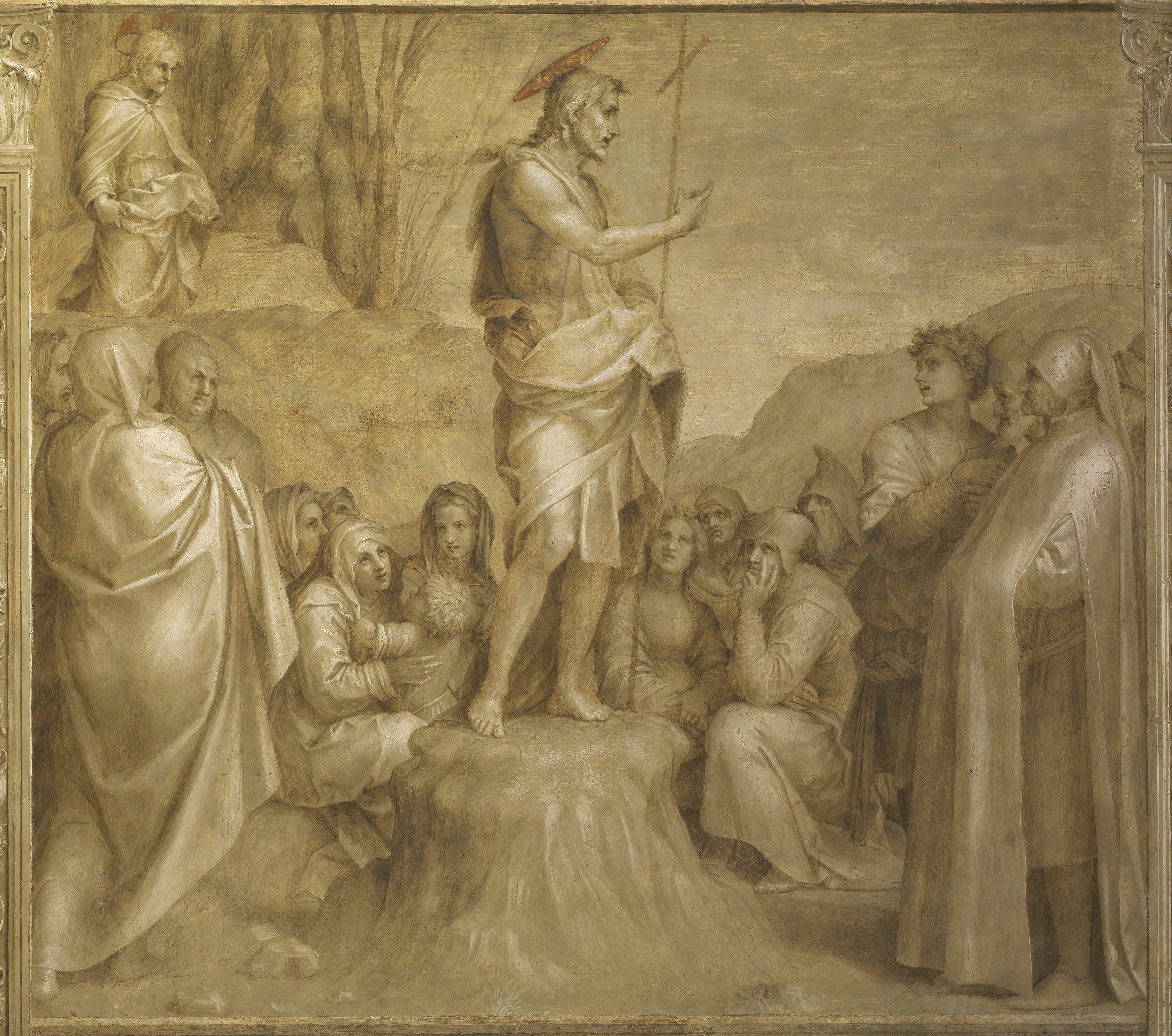
Andrea Del Sarto, Predicación del Bautista, Chistro dello Scalzo, 1515
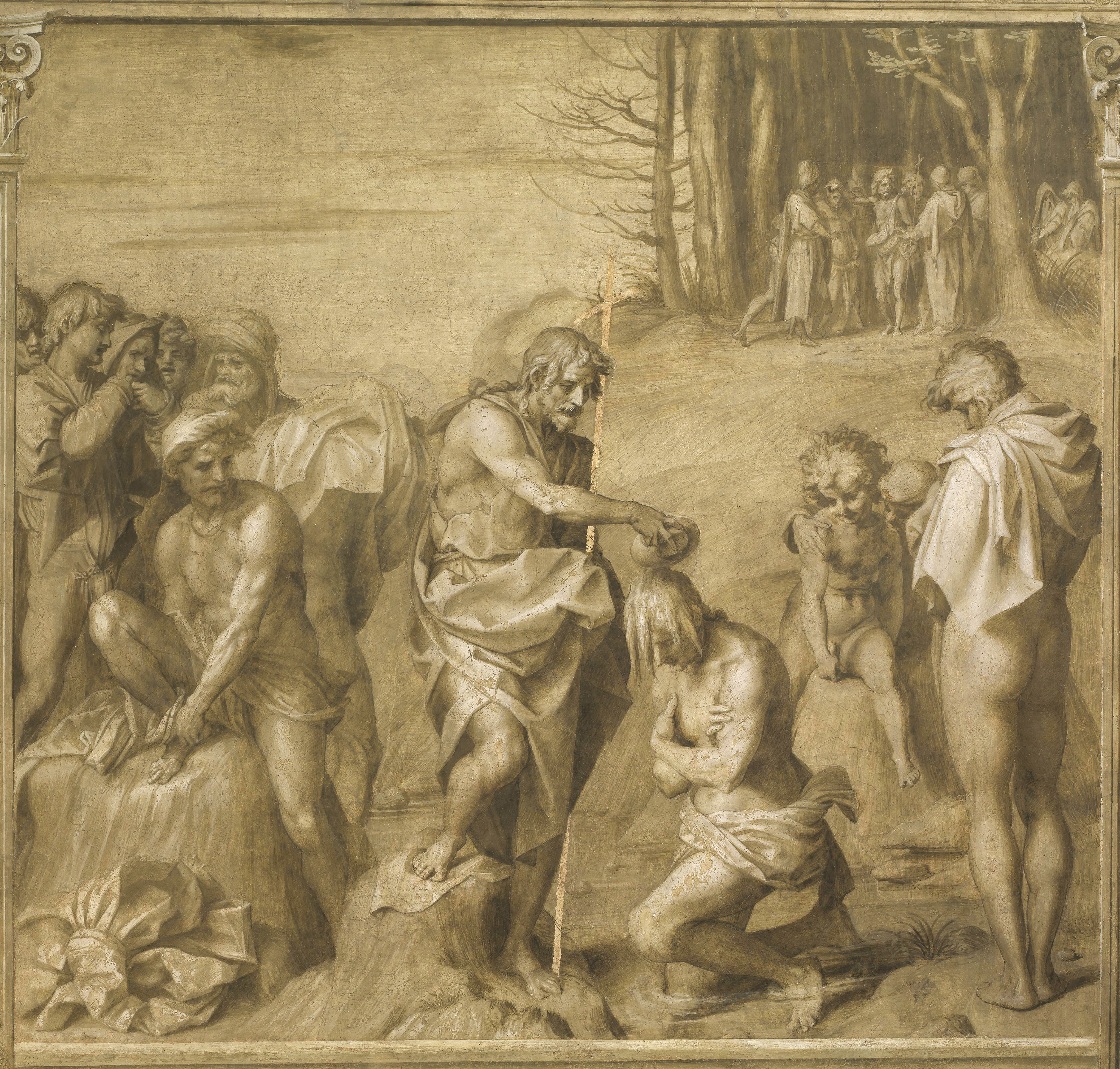
Andrea Del Sarto, Bautismo de los gentiles, Chistro dello Scalzo, 1517
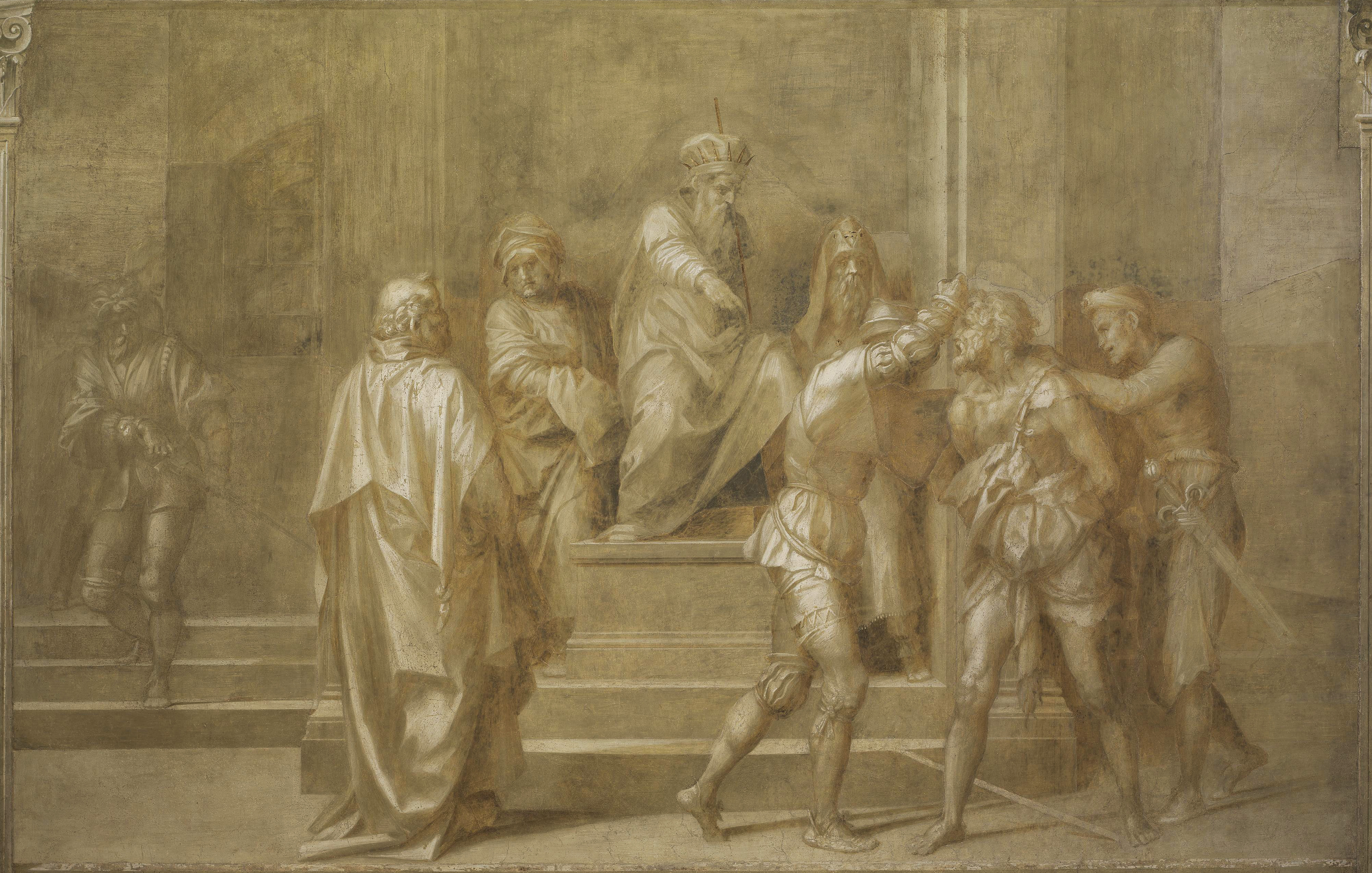
Andrea Del Sarto, Captura del Bautista, Chistro dello Scalzo, 1517
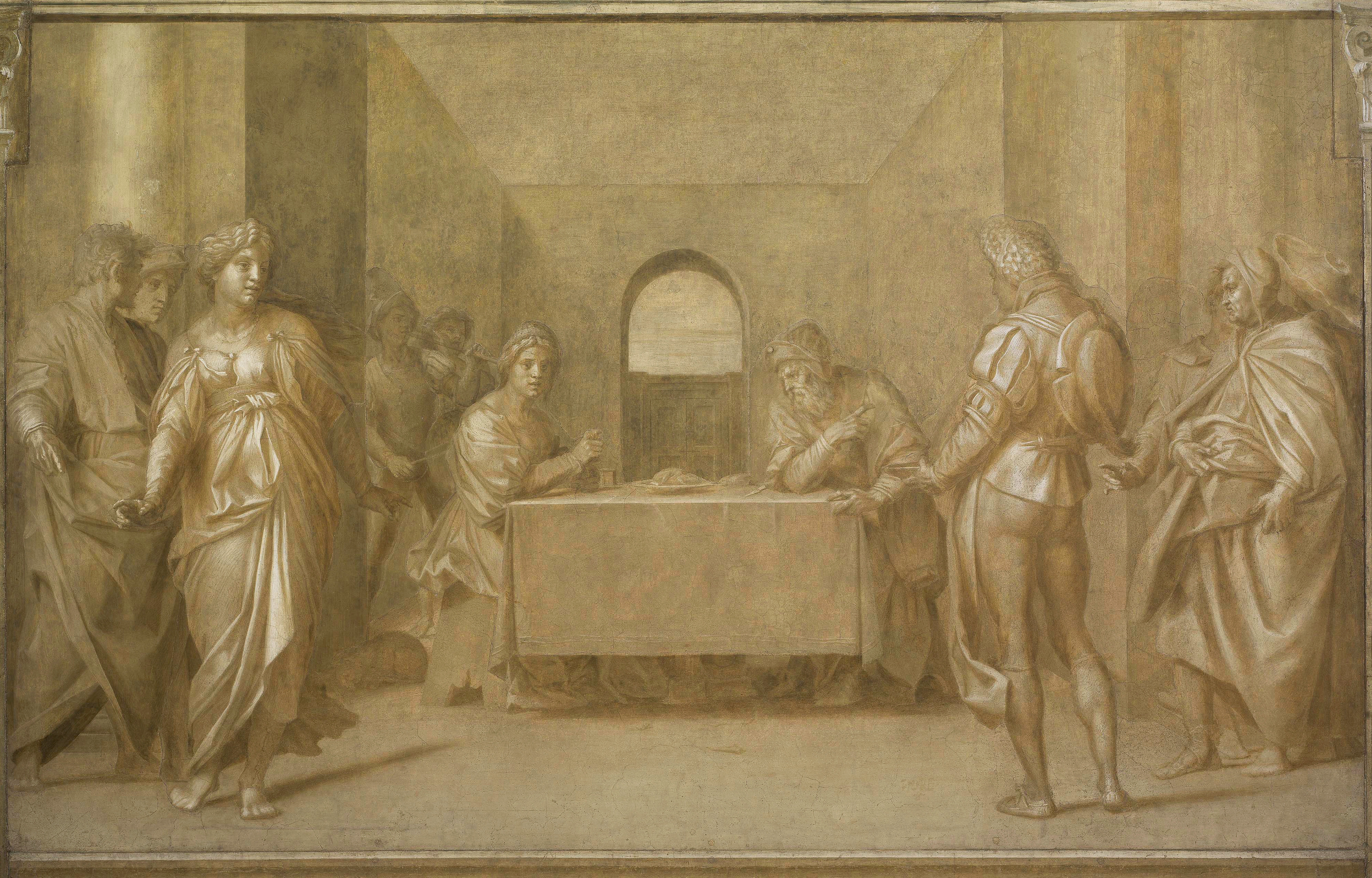
Andrea Del Sarto, Danza de Salomè, Chistro dello Scalzo, 1522
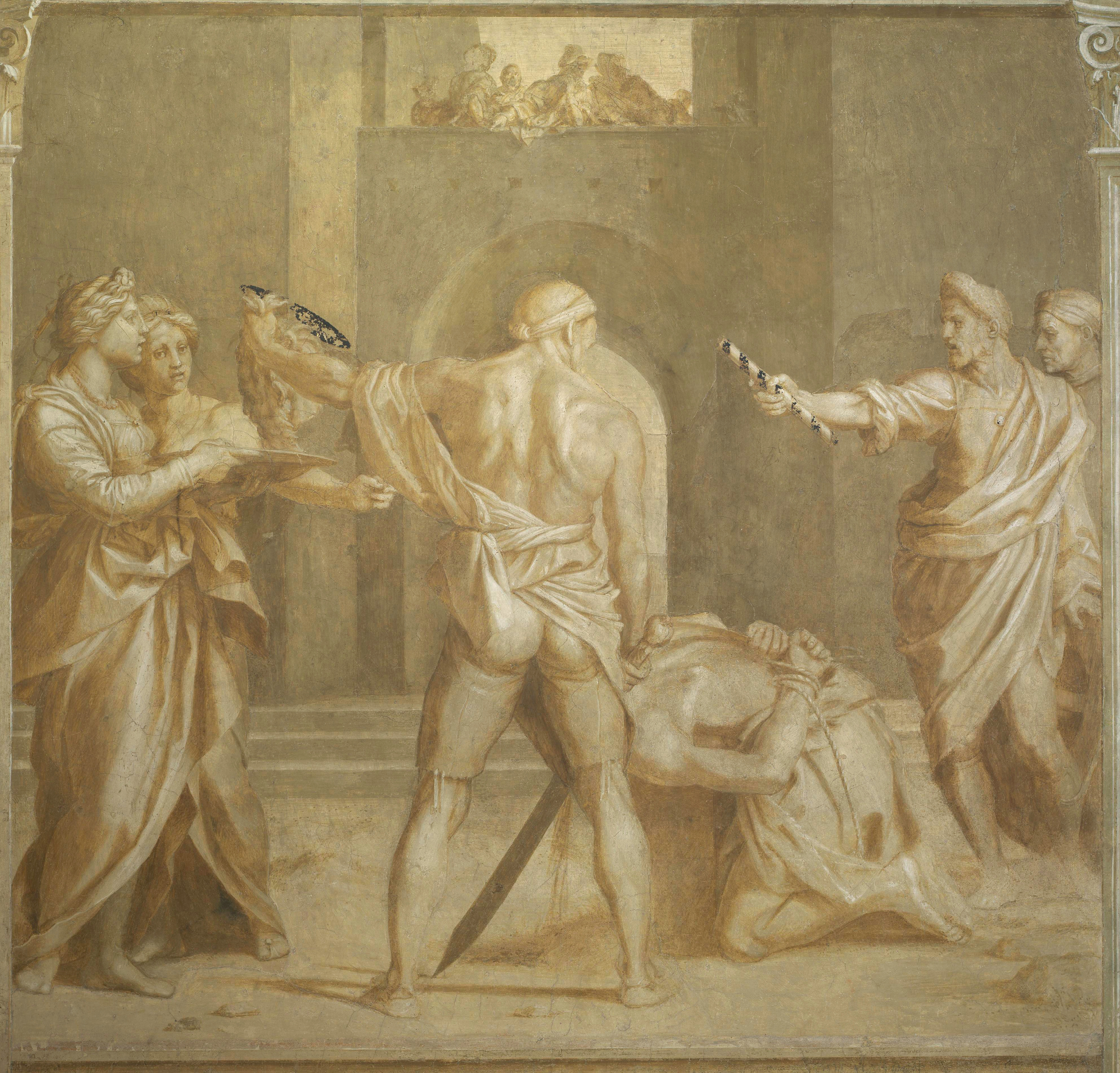
Andrea Del Sarto, Decapitación del Bautista, Chistro dello Scalzo, 1523
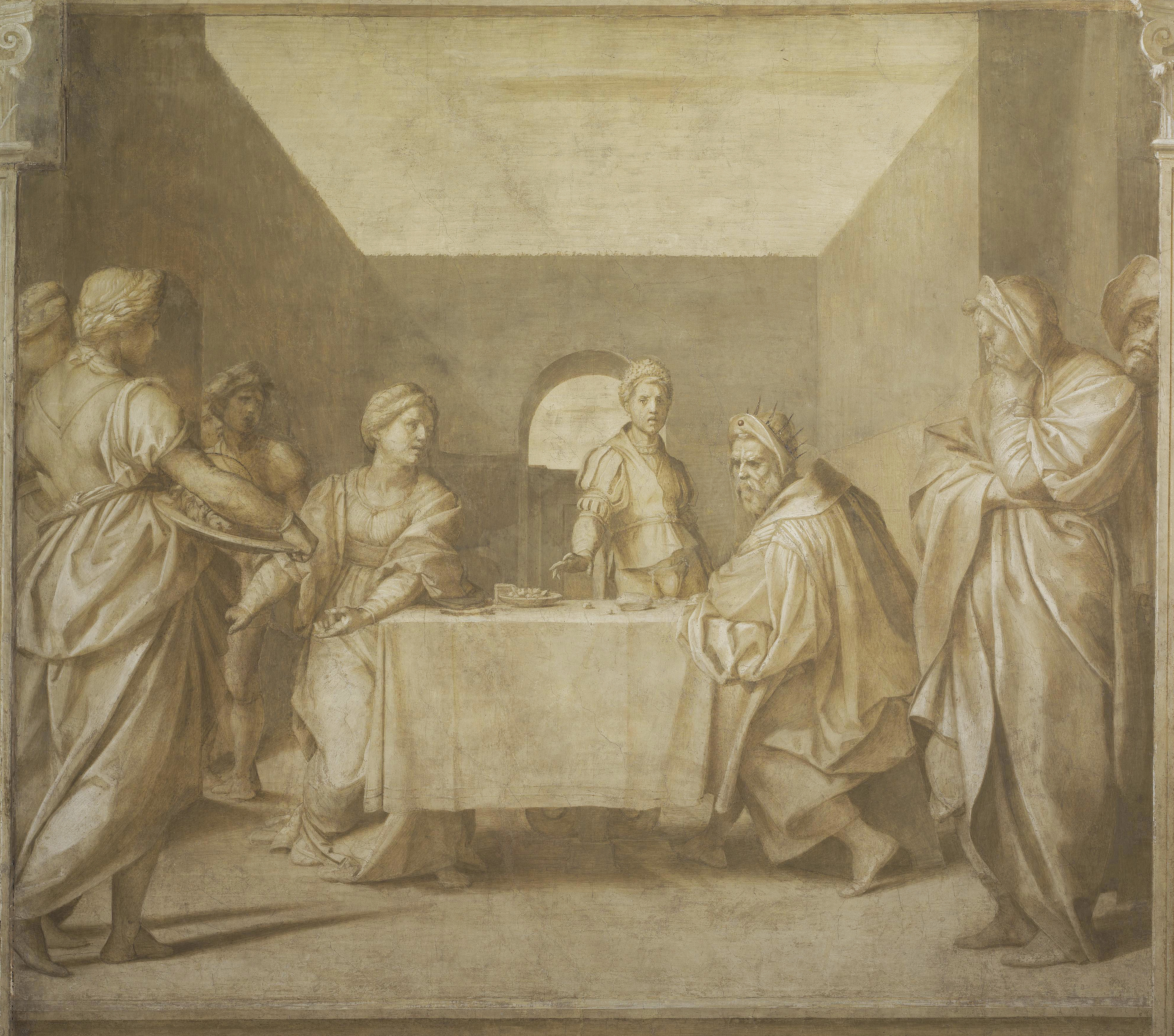
Andrea del Sarto, Banquete de Herodes, Chistro dello Scalzo, 1523
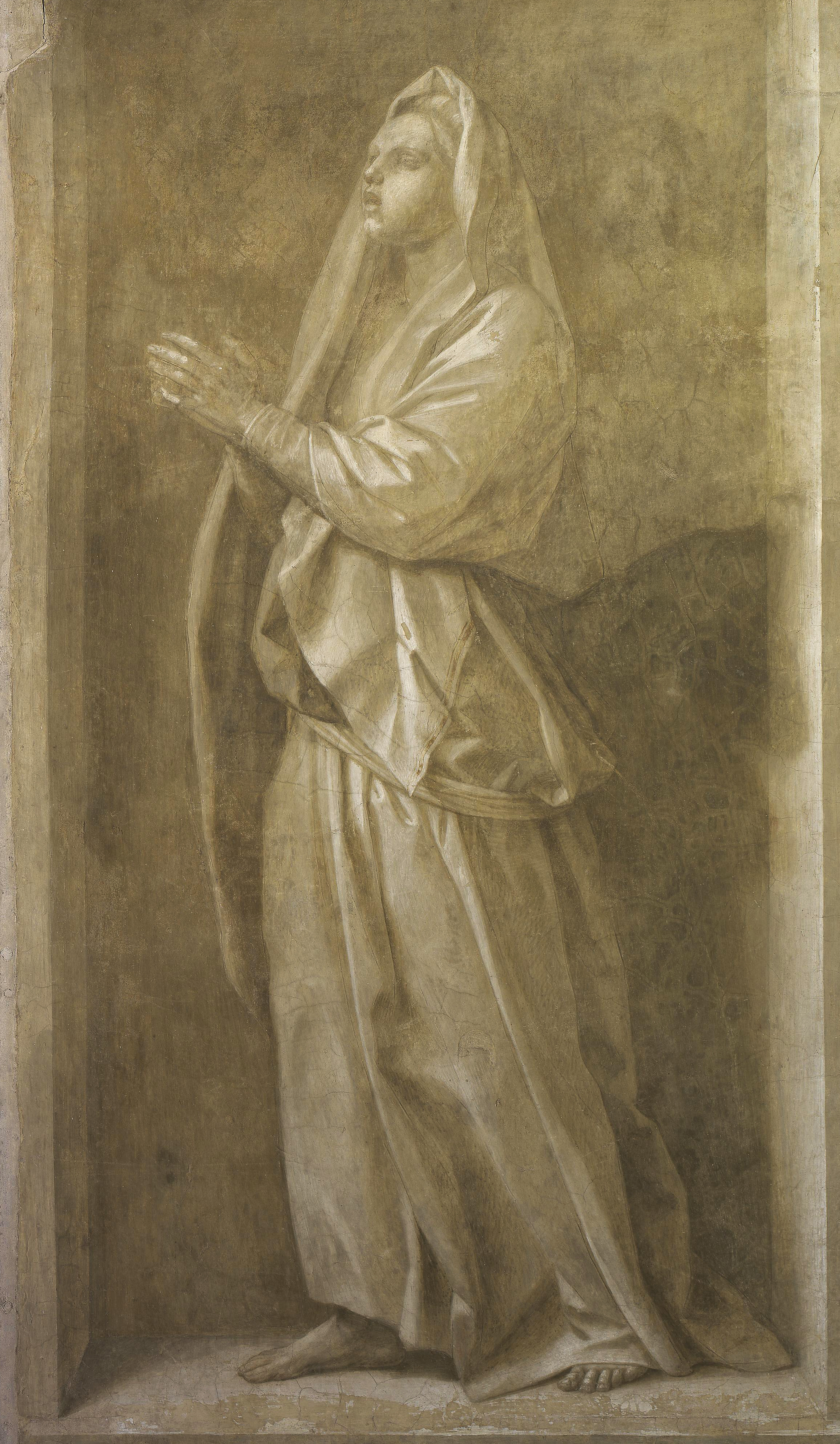
Andrea del Sarto, Esperanza, Chistro dello Scalzo, 1523
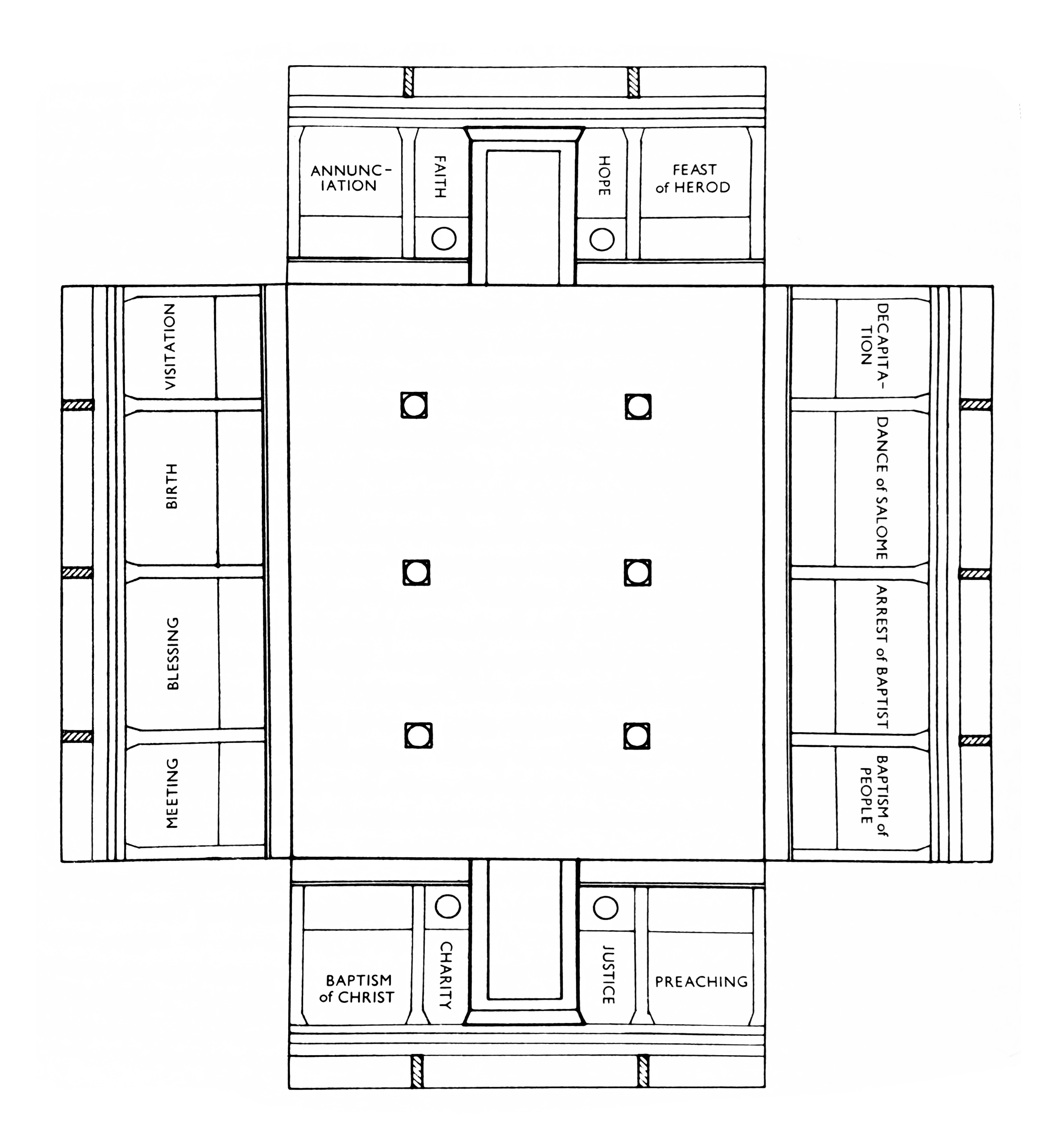
Plano del Chiostro dello Scalzo (Shearman 1965)
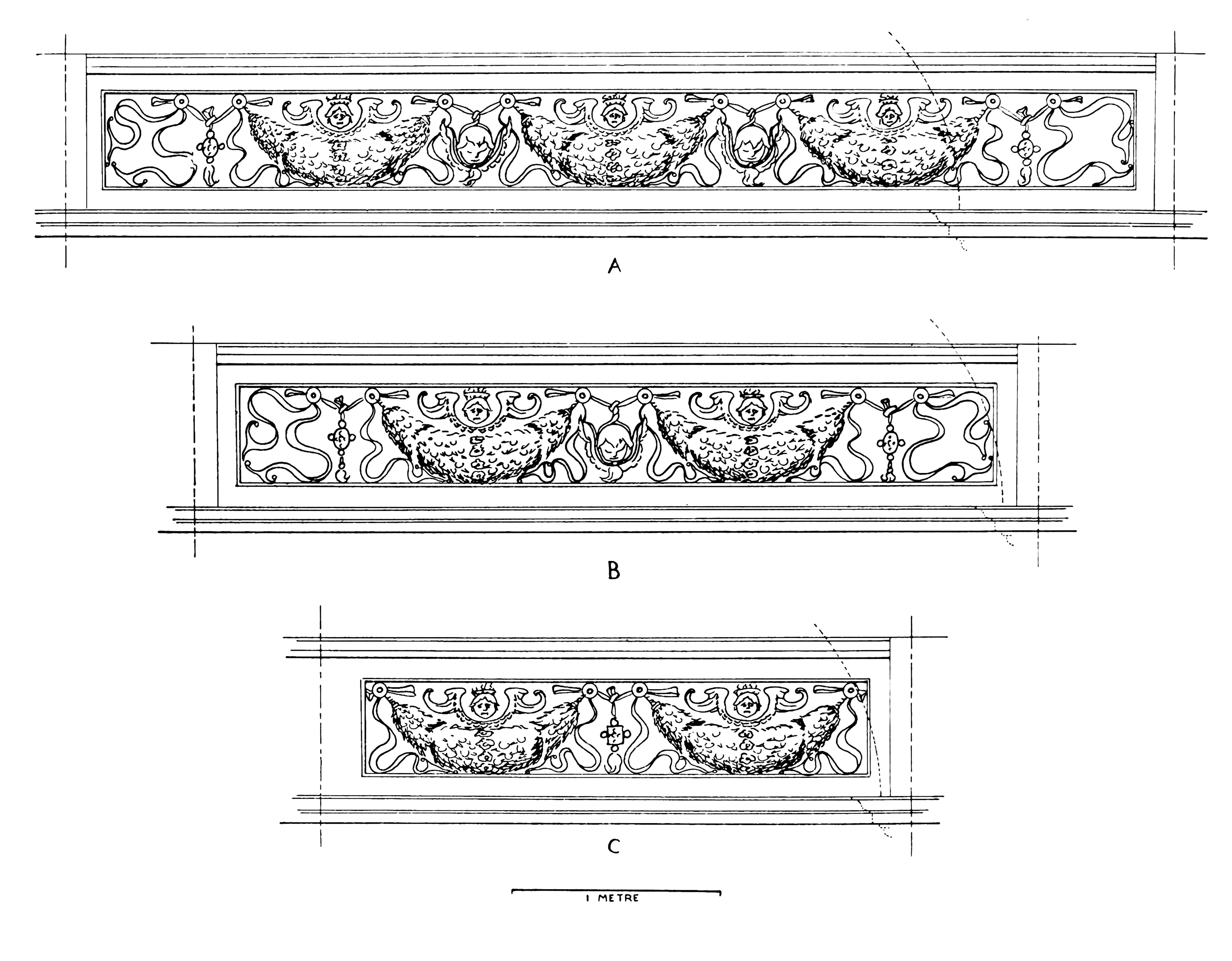
Grutescos del Chiostro dello Scalzo (Shearman 1965)

El ciclo también incluye cuatro figuras que representan las virtudes cristianas en nichos de trampantojo para que parezcan esculturas: La Fe (ca. 1523) y la Esperanza (1523), flanquean la entrada y llevan la inscripción en latín "Laudate Dominum in trio sancto eius" ("Alabado sea el Señor en su lugar santo"), mientras que la Caridad (ca. 1513) y la Justicia (1515) flanquean la antigua vía de acceso a la capilla con otra frase en latín, "Introbibo in Domum Tuam" ("Entraré en tu casa")..
El esquema narrativo está enmarcado por pilastras y cornisas decoradas con motivos. Tales elementos pictóricos se funden con la arquitectura del claustro.
El artista principal aquí es Andrea del Sarto (Florencia, 1486-1530), cuyo retrato puede admirarse en el busto de yeso colocado sobre la entrada por Domenico Geri (1724). Andrea fue uno de los más grandes pintores de su tiempo y fue calificado por el biógrafo Giorgio Vasari en su edición de Vidas de 1568 como "un artista excelentísimo", "sin error". Andrea trabajó en todos los medios -dibujos, óleos y frescos- y recibió encargos de retablos, así como de escenas devocionales, retratos y temas mitológicos. Aunque creó su propio estilo, se vio influenciado por las estampas flamencas y alemanas (por ejemplo, Alberto Durero y Lucas van Leyden), la escultura antigua, especialmente la helenística, los grandes maestros del arte figurativo florentino (Masaccio, Ghiberti y Ghirlandaio) y el estilo del alto renacimiento de sus contemporáneos, como Miguel Ángel y Rafael.
Como en otros casos, del Sarto solicitó la colaboración de su colega Francesco di Cristofano, conocido como Il Franciabigio (Florencia, 1424 - ca. 1525), con quien compartió taller. En las dos escenas del Scalzo de Franciabigio, La bendición del joven san Juan en el desierto y El encuentro de Jesús y el joven san Juan en el desierto, se consigue una atmósfera menos formal y más íntima.
Las pinturas de estos dos artistas se encuentran en los principales museos estatales de Florencia: la Galería Palatina en el Palacio Pitti, la Galería de los Uffizi, el Museo de la Última Cena de Andrea del Sartio en San Salvi y la Academia. Otros ciclos importantes de frescos se pueden admirar en Santissima Annunziata, la villa de Medici en Poggio a Caiano y en San Salvi.
Los frescos fueron retirados con la técnica del strappo por Leonetto Tintori entre febrero de 1963 y julio de 1968. Se expusieron en 1968-69 en el Metropolitan Museum of Art, en el Rijks Museum de Ámsterdam y en la Hayward Gallery de Londres.

## Iconografía
Las fuentes importantes para el diseño general y el contenido de las escenas se encuentran en las numerosas obras de arte de Florencia dedicadas a la vida del santo patrón de la ciudad. Las principales obras que representan a San Juan Bautista se encuentran en el Baptisterio (los mosaicos de la bóveda, las puertas de bronce de Andrea Pisano y el gran altar de plata que ahora se encuentra en el Museo dell'Opera del Duomo) en los frescos de Giotto para la Capilla Peruzzi de la iglesia de Santa Croce, los de Filippo Lippi en la catedral de Prato y, los frescos de Ghirlandaio para el Coro o Capilla Tornabuoni de Santa Maria Novella.